# ADN-polymérase V

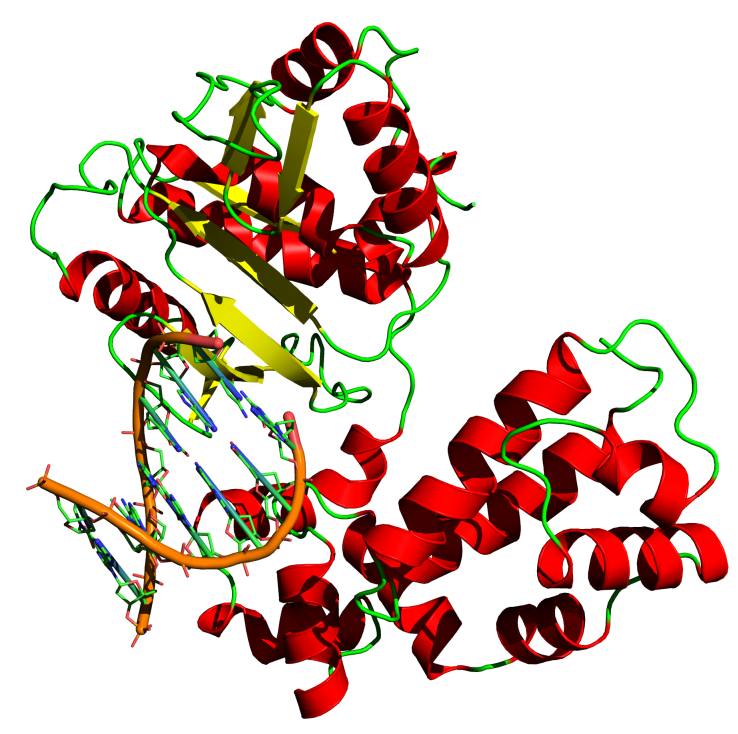
Structure tridimensionnelle de l'ADN-polymérase

L'ADN-polymérase V, ou pol V, est une ADN-polymérase présente chez les bactéries et qui est impliquée dans la réparation de l'ADN dans le cadre des mécanismes de réparation SOS,. Elle est apparentée à l'ADN-polymérase IV, qui appartient comme elle à la famille Y des polymérases.